# Life (czasopismo)
Life (ang. „życie”) – amerykańskie czasopismo wydawane od 1883.

## Krótka historia

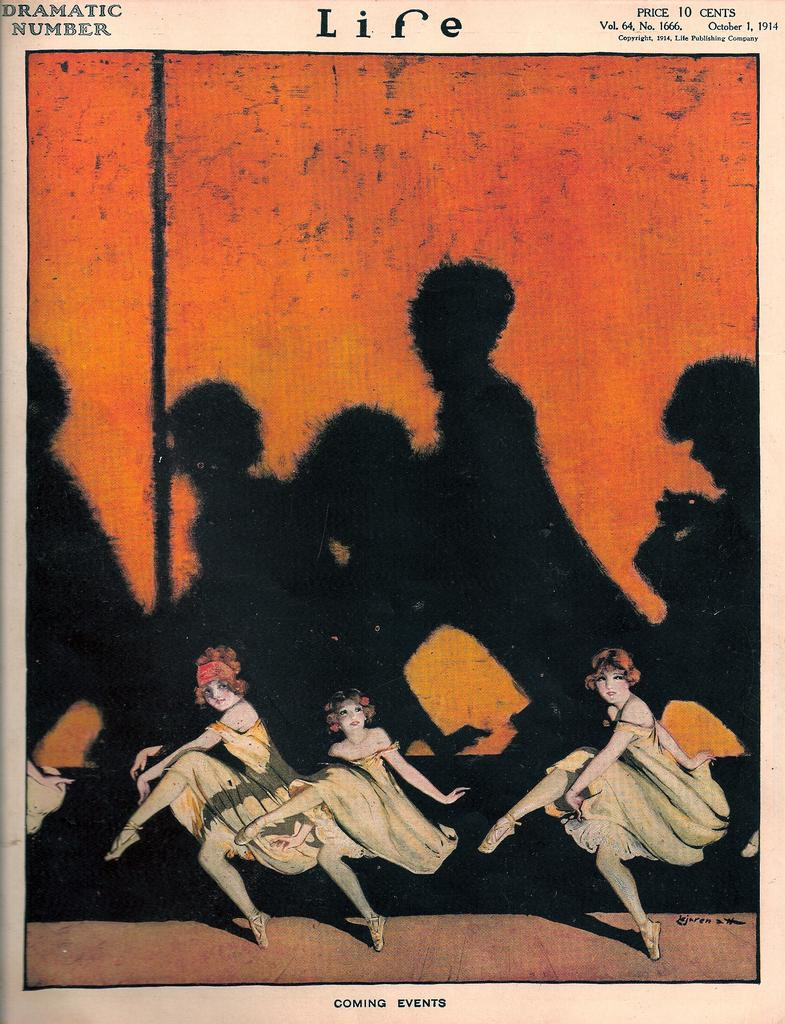
Okładka numeru z 1914

Do roku 1972 było tygodnikiem, a od roku 1978 do 2000 regularnie wychodziło jako miesięcznik. W roku 2000 pismo zostało zawieszone, wznowiło działalność w roku 2004 jako cotygodniowa wkładka do gazet codziennych (m.in. do „The Washington Post”, „Los Angeles Times”, „Chicago Tribune” i „Daily News”), by po trzech latach, w roku 2007 wstrzymać ponownie wydawanie w formie papierowej. Life od tego czasu ukazuje się w internecie. W internecie znajdzie się darmowa, pełna kolekcja 10 milionów zdjęć magazynu.

## Life w kulturze
Zamknięcie drukowanej wersji pisma było tłem filmu Sekretne życie Waltera Mitty z Benem Stillerem w roli głównej.